# 安東尼·丹尼爾斯
安東尼·丹尼爾斯（英語：Anthony Daniels，1946年2月21日—）是一名英國演員，出生於索爾茲伯里。丹尼爾斯最知名於星際大戰系列電影中飾演C-3PO，一個金色外型的機器人。他是唯一一位出現在所有九部星際大戰電影的演員，在外傳電影俠盜一號中也有登場。在另一部外傳電影韓索羅當中丹尼爾斯則飾演Tak。

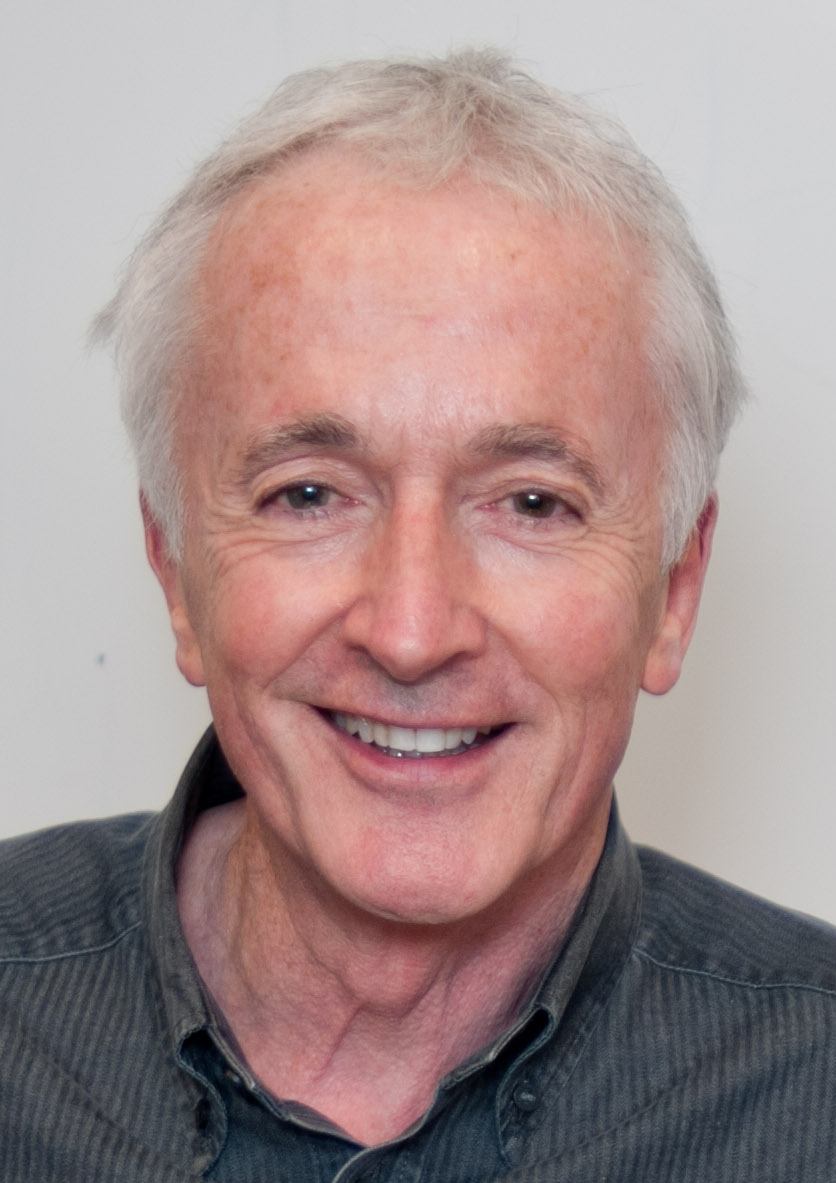
安東尼·丹尼爾斯

## 外部連結
- 官方网站
- Anthony Daniels在互联网电影资料库（IMDb）上的資料（英文）
- TCM电影资料库上安東尼·丹尼爾斯的资料（英文）
- 在AllMovie上Anthony Daniels的頁面（英文）
- Anthony Daniels （页面存档备份，存于） at BFI
- Multimedia Q&A with Daniels （页面存档备份，存于） from the BBC website for the Ghosts of Albion